# 六荘村
六荘村（ろくしょうむら）は、滋賀県坂田郡にあった村。現在の長浜市中心部の南方一帯、北陸本線・田村駅の周辺にあたる。

## 地理
- 湖沼：琵琶湖
- 河川：深町川

## 歴史
- 1889年（明治22年）4月1日 - 町村制の施行により、田村・寺田村・下坂中村・大戌亥村・高橋村・下坂浜村・平方村・南高田村・四塚村・勝村・永久寺村・大辰巳村・室村・八幡東村の区域をもって発足。
- 1943年（昭和18年）4月1日 - 長浜町・神照村・南郷里村・北郷里村・西黒田村・神田村と合併して長浜市が発足。同日六荘村廃止。

## 交通

### 鉄道路線
- 鉄道省
  - 北陸本線
    - 田村駅

### 道路
- 北国街道（現・国道8号）

現在は旧村域を北陸自動車道が通過するが、当時は未開通。